# نقد ستاره‌دار
نقد ستاره‌دار، نقدی است که با ستاره مشخص شده تا کتابی ممتاز یا با کیفیت بالا را نشان دهد. این نقد می‌تواند به افزایش پوشش رسانه‌ای و فروش کتاب کمک کند.
رسانه‌هایی که بر کتاب‌ها نقد ستاره‌دار منتشر می‌کنند عبارتند از:
- بوکلیست
- لایبرری ژورنال
- پابلیشرز ویکلی